# Länsfängelset i Halmstad
Länsfängelset i Halmstad, senare Kronohäktet i Halmstad, Anstalten Halmstad och i folkmun Gula Briggen, var ett cellfängelse öppnat 1858. Det lades ned 1990, men fastigheten är bevarad.

## Historia
Fastigheten ligger på Söder. Anstalten ersatte Hallands länshäkte, som fanns i en av flyglarna till Halmstads slott. Därutöver fanns även ett stadshäkte, som emellertid brann ned 1870. Fängelset tillkom som en följd av den fängelsereform, som beslutats vid 1844 års riksdag. Det var till utseendet likt andra enrumsfängelser från tiden med sammanlagt 34 celler och uppfördes efter ritningar av Carl Fredrik Hjelm. Anstalten togs i bruk i februari 1857. Byggnadskostnaden var 58 073 kronor.  
Vid en reform 1911 ändrades beteckningen på de mindre länsfängelserna, däribland Halmstads, till kronohäkte.
Anstalten lades ned 1990 och ersattes med den nybyggda Anstalten Halmstad.

## Efter nedläggningen
Fastigheten har byggts om till boende och har efter nedläggningen haft olika ägare och verksamheter.